# Lukas Winterberg
Lukas Winterberg (4 mei 1988) is een Zwitsers veldrijder. 

## Overwinningen

### Cross
| Seizoen   | Wereldbeker | Superprestige | GvA Trofee | WK  | EK | ZK  | Overige | Totaal aantal zeges |
| --------- | ----------- | ------------- | ---------- | --- | -- | --- | ------- | ------------------- |
| 2010-2011 |             |               |            |     |    | 8e  |         | 0                   |
| 2011-2012 |             |               |            |     |    | 11e |         | 0                   |
| 2012-2013 |             |               |            |     |    | 8e  |         | 0                   |
| 2013-2014 |             |               |            |     |    | 5e  |         | 0                   |
| 2014-2015 |             |               |            |     |    | 8e  |         | 0                   |
| 2015-2016 |             |               |            | 30e |    | 5e  |         | 0                   |